# Erdfunkstelle Neu Golm
Die Erdfunkstelle Neu Golm, auch als Erdfunkstelle Intersputnik bekannt, war die einzige Erdfunkstelle für  kommerziellen Satellitenfunk der DDR. Die Anlage befand sich auf einem 29.500 m² großen Grundstück zwischen Fürstenwalde und Bad Saarow. Sie wurde von der Deutschen Post der DDR für die Teilnahme am Intersputnik-Programm errichtet und nach einer Bauzeit von zweieinhalb Jahren (Grundsteinlegung im März 1973) am 1. August 1975 offiziell in Betrieb genommen.
Es handelte sich um eine Anlage der sowjetischen Bauart Orbita-2. Kernstück war das zylinderförmige Betriebsgebäude mit der Parabolantenne des Typs TNA-57 (Durchmesser 12 Meter, Eigengewicht 40 Tonnen). Es wurde nach eigenen Planungen der Deutschen Post um ein Bürogebäude und zusätzliche, unter anderem für die Netzersatzaggregate genutzte Technikgebäude ergänzt.
Ähnliche Anlagen vom Typ Orbita-2 befinden sich in Bulgarien (Schipka), Tschechien (Sedlec-Prčice), Polen (Psary-Kąty), Ungarn (Taliándörögd), auf Kuba (bei Jaruco), in der Mongolei (Ulaanbaatar) sowie in Rumänien, Algerien, Syrien, Jemen, Afghanistan, Libyen, Laos, Vietnam und den meisten Nachfolgestaaten der Sowjetunion. Insgesamt gibt es weltweit etwa 20 Anlagen vom Typ Orbita-2 sowie etwa 400 ähnliche Anlagen vom Typ Orbita (−1), die zunächst nur dem Empfang von Fernsehsignalen dienten. Letztere befinden sich insbesondere im Osten der ehemaligen Sowjetunion.

## Betriebsgeschichte

### Deutsche Post der DDR
Ein 1,7 km langes TV-Kabel zur Richtfunk-Übertragungsstelle Dubrower Berge stellte die Anbindung der Erdfunkstelle Neu Golm an das Fernsehleitungsnetz her. Über eine nahegelegene Fernsprechübertragungsstelle wurde die Einbindung in das Telefonnetz realisiert. Der reguläre Fernsprechbetrieb über die Erdfunkstelle Neu Golm begann am 1. April 1976 mit zwei öffentlichen Telefonkanälen nach Havanna.
Die Orbita-Anlagen waren für das Molnija-System entwickelt worden. Auch das Intersputnik-Netzwerk bediente sich zunächst des Systems Molnija-3 mit vier Satelliten in einem um jeweils sechs Stunden gegeneinander versetzten, ansonsten mit hoher Präzision identischen Molnija-Orbit. Die Antennen der Erdfunkstellen wurden ständig dem Bahnverlauf nachgeführt und auf ein zentrales Startkommando hin alle sechs Stunden zurückgeschwenkt. Dafür war eine Unterbrechung der Übertragungen von zehn Minuten eingeplant. Bei gut eingespieltem Betriebsablauf konnte der Ausfall auf weniger als 30 Sekunden beschränkt werden.
Im Vorfeld der Olympischen Spiele in Moskau traten geostationäre Satelliten an die Stelle des Molnija-Systems. Standardsatellit für die Erdfunkstelle Neu Golm wurde der 1979 gestartete Gorisont-2, dessen Position 14° West als Stazionar-4 geführt wurde. Die technische Nachrüstung eines zweiten Empfangswegs ermöglichte es, bei den Olympia-Übertragungen die Regie des Fernsehens der DDR nach Moskau zu verlegen, was seinerzeit als gewagtes Verfahren galt.
Alltägliche Aufträge brachte die aktuelle Berichterstattung. Über die Erdfunkstelle Neu Golm setzte das Fernsehen der DDR seine Beiträge für den Intervision-Nachrichtenaustausch IVN ab. Zu den Überspielungen, die im Gegenzug in Neu Golm empfangen und dem Fernsehen der DDR zugeleitet wurden, gehörte der damalige Dienst Worldwide Television News von Associated Press.
Auch ausländische Fernsehsender nutzten die Dienste der Erdfunkstelle Neu Golm. Von betrieblich heikler Natur waren Aufträge für ARD und ZDF, insbesondere Liveschaltungen für Tagesschau und heute. Jede Unregelmäßigkeit konnte hier sofort zur Unterstellung einer politisch motivierten Störaktion führen.
Ursprünglich konnte die Erdfunkstelle Neu Golm auf 6,100 und 6,200 GHz mit einer Bandbreite von jeweils 36 MHz senden. Nach der Umsetzung über die Transponder der Satelliten ergab dies die Downlink-Frequenzen 3,775 und 3,875 GHz. 1984 wurde einer der beiden Festfrequenz-Senderzüge durch neue Sender mit umstimmbarer Frequenz ersetzt. Dies ermöglichte es, auch die Downlink-Frequenzen 3,725 und 3,875 GHz aus Neu Golm anzusprechen.

### Deutsche Bundespost Telekom / Deutsche Telekom AG
Ab 1990 wurde der Intersputnik-Betrieb in Neu Golm durch die Deutsche Bundespost weitergeführt. Ab dem 2. Januar 1995 im Rahmen des Gesetzespaketes der zweiten Postreform gehörte die Station zur Deutschen Telekom AG.
Darüber hinaus begann 1992 eine Ausstrahlung des Fernsehens der Deutschen Welle über die Intelsat-Position 1° West (seinerzeit mit dem Satelliten Intelsat 702 betrieben). Es handelte sich um eine der ersten, noch vor der Etablierung der DVB-Standards realisierten digitalen Fernsehübertragungen. Das Signal wurde über DFS-Kopernikus nach Neu Golm herangeführt und dort über eine Antenne mit 2,4 m Durchmesser empfangen. Für die Ausstrahlung erhielt die Erdfunkstelle eine Antenne mit 4,6 m Durchmesser, die auf dem Dach des Betriebsgebäudes montiert wurde und die Betriebsbezeichnung NGO 03 (für „Neu Golm“) erhielt.
Ebenfalls 1992 führte die stark ansteigende Nachfrage nach Kommunikationsverbindungen in den asiatischen Teil der Gemeinschaft Unabhängiger Staaten zu Untersuchungen, ob aus Neu Golm auch über die Intersputnik-Position Stazionar-13 auf 80° Ost gearbeitet werden könnte, die im Raum Berlin noch eine Elevation von 5° erreicht. Dies erwies sich bei einer an der Erdfunkstelle tatsächlich vorhandenen Horizontfreiheit von 1,5° als gerade noch möglich. Daher wurde eine Parabolantenne mit 11 m Durchmesser aus der Erdfunkstelle Wannsee nach Neu Golm umgesetzt, zusammen mit einem Technikcontainer ebenerdig aufgebaut und 1993 als Antenne NGO 02 in Betrieb genommen. Letztlich erwies es sich als günstiger, für die neue Aufgabe die jetzt als NGO 01 bezeichnete Orbita-Antenne zu verwenden und im Gegenzug die ebenerdige Antenne für die weitaus höher über dem Horizont stehende Stammposition 14° West zu nutzen.
Zuletzt wurden aus Neu Golm über 80° Ost Fernsprech- und Datenverbindungen mit Krasnojarsk und Nowosibirsk sowie über 14° West mit Moskau und Damaskus abgewickelt. Trotzdem ließ sich die Erdfunkstelle Neu Golm kaum noch wirtschaftlich betreiben. Die Anforderungen, die nach der zunehmenden Verlagerung des Telefonverkehrs auf Glasfaserkabel noch verblieben waren, konnten von den Erdfunkstellen der Telekom in Usingen, Fuchsstadt und Raisting mit übernommen werden. Dies mündete in die Entscheidung, die Erdfunkstelle Neu Golm zum 1. Juli 1996 zu schließen.
Mit Ausnahme der beiden großen Parabolantennen wurden die technischen Einrichtungen der Erdfunkstelle weitgehend demontiert. Ihre Gebäude dienen seit 2002 der Technologiefirma SENSYS als Firmensitz. Besichtigungen des Objekts werden nicht gestattet.